# Piława Górna
Piława Górna (germană Ober-Peilau sau Gnadenfrei) este un oraș în Polonia.